# جامعه اشراف
جامعه اشراف (به ترکی استانبولی: Yuksek Sosyete) مجموعهٔ تلویزیونی ترکی است. این سریال سال ۲۰۱۶ ساخت گردید.
پخش این سریال از ۱۶ ژوئن ۲۰۱۶ در شبکه استار تی‌وی شروع شد و در ۲۴ دسامبر ۲۰۱۶ پایان یافت.

## خلاصه داستان
داستان جوانانی از موقعیت‌های اجتماعی متفاوت است که هیچ‌کدام از جایگاهی که در آن قرار دارند، خوشحال و راضی نیستند. حکایت حول محور رابطه ۴ جوان می‌چرخد. جانسو از خانواده ای بسیار ثروتمند و مرفه است که به دلیل فشارهایی که از طرف مادرش به او وارد می‌شود، قصد دارد زندگی خود را تغییر دهد و به دنبال نشانه ای می‌گردد. او به صورتی کاملاً اتفاقی مشغول به کار در یک فروشگاه بزرگ می‌شود. برای اینکه هویتش آشکار نشود، خود و خانواده اش را معرفی نمی‌کند. او طبق اتفاقات بسیار جالبی که رخ می‌دهد، در آن فروشگاه عشق خود را پیدا می‌کند و داستان به این شکل آغاز می‌شود جانسو و کرم عاشق هم میشوند ولی کرم برعکس جانسو یک پسر فقیر و کاری است اما به‌دلیل یک توافق مجبور میشود خودش را جای رییس فروشگاهی کند که جانسو در ان کار میکند...
پس از مدتی کرم به جانسو هویت واقعیش را میگوید ولی وقتی هویت واقعی جانسو لو میرود کرم از ان متنفر میشود و....

## بازیگران
| بازیگر             | نقش         | قسمت ها |
| ------------------ | ----------- | ------- |
| انگین اوزترک       | کرم         | ۱-۲۶    |
| هازار ارگچلو       | جانسو کوران | ۱-۲۶    |
| مهمت اوزان دولونای | مرت چالهان  | ۱-۲۶    |
| مریک آرال          | اجه سرت     | ۱-۲۶    |